# Aiden Ashley
Aiden Ashley (St. Johns, Arizona; 31 de octubre de 1988) es una actriz pornográfica y, ocasionalmente, especialista estadounidense.

## Carrera en el cine para adultos
Ashley entró en la industria del cine porno en noviembre de 2009 realizando esclusivamente escenas lésbicas; su primera escena fue con Celeste Star. En julio de 2011, firmó un contrato de dos años con Axel Braun Productions para rodar películas heterosexuales. Su primera escena chico/chica fue en la parodia porno de 2012 Dark Knight XXX.
En 2015, participó en la parodia porno del filme Batman v Superman: Dawn of Justice, dirigida por Axel Braun, interpretando a Catwoman, por la que la nominaron en los Premios AVN a la Mejor escena de trío M-H-M.

## Vida personal
Ashley tiene TDAH y se identifica a sí misma como una “verdadera bisexual”.

## Premios y nominaciones
| Año  | Ceremonia    | Resultado | Premio                                                 | Trabajo                                     |
| ---- | ------------ | --------- | ------------------------------------------------------ | ------------------------------------------- |
| 2012 | Premios AVN  | Nominada  | Mejor actriz revelación                                | —                                           |
| 2012 | Premios AVN  | Nominada  | Mejor escena de sexo en grupo                          | Orgy: The XXX Championship 1                |
| 2013 | Premios AVN  | Nominada  | Mejor escena de sexo chico/chica                       | The Dark Knight XXX: A Porn Parody          |
| 2013 | Premios AVN  | Nominada  | Mejor escena de sexo lésbico                           | Star Wars XXX: A Porn Parody                |
| 2013 | Premios AVN  | Nominada  | Mejor escena de trío M-H-M                             | The Dark Knight XXX: A Porn Parody          |
| 2013 | Sexs Award   | Nominada  | Estrella porno del año                                 | —                                           |
| 2013 | Premios XBIZ | Nominada  | Mejor actriz en película parodia                       | tar Wars XXX: A Porn Parody                 |
| 2013 | Premios XBIZ | Nominada  | Mejor escena de sexo lésbico (con Spencer Scott)       | The Dark Knight XXX: A Porn Parody          |
| 2014 | Premios AVN  | Nominada  | Mejor escena de sexo lésbico                           | Girls will be Boys                          |
| 2014 | Premios AVN  | Nominada  | Mejor escena de sexo en grupo                          | Party with Rikki Six                        |
| 2014 | Nightmoves   | Ganadora  | Miss Congeniality                                      | —                                           |
| 2014 | Premios XBIZ | Nominado  | Mejor escena todo chicas                               | Meow 3                                      |
| 2014 | Premios XBIZ | Nominada  | Mejor escena en película parodia                       | Wolverine XXX: A Porn Parody                |
| 2014 | Premios XBIZ | Nominada  | Mejor actriz en película parodia                       | Wolverine XXX: A Porn Parody                |
| 2015 | Premios AVN  | Nominada  | Premio fan: Actriz más popular                         | —                                           |
| 2016 | Premios AVN  | Nominada  | Mejor escena de sexo oral                              | Peter Pan XXX: An Axel Braun Parody         |
| 2016 | Premios AVN  | Nominada  | Mejor escena de trío H-M-H                             | Batman v Superman XXX: An Axel Braun Parody |
| 2016 | Premios XBIZ | Nominado  | Mejor escena en película parodia                       | Batman v Superman XXX: An Axel Braun Parody |
| 2017 | Premios AVN  | Nominada  | Artista lésbica del año                                | —                                           |
| 2017 | Premios AVN  | Nominada  | Mejor actuación solo/tease                             | Jack’s Back                                 |
| 2018 | Premios AVN  | Nominada  | Artista lésbica del año                                | —                                           |
| 2018 | Premios AVN  | Nominada  | Mejor escena de sexo lésbico                           | Lesbian Performers of the Year 2017         |
| 2018 | Premios AVN  | Nominada  | Mejor escena de sexo lésbico en grupo                  | Best Friends Or Lesbians                    |
| 2020 | Premios AVN  | Nominada  | Mejor actriz                                           | Insomniac                                   |
| 2020 | Premios AVN  | Nominada  | Mejor escena de sexo lésbico en grupo                  | Girls of Wrestling                          |
| 2020 | Premios AVN  | Nominada  | Mejor escena de sexo con transexual                    | My TS Stepmom 3                             |
| 2020 | Premios XBIZ | Nominada  | Mejor escena de sexo en película protagonista          | Insomniac                                   |
| 2021 | Premios AVN  | Nominada  | Mejor actriz                                           | A Killer on the Loose                       |
| 2021 | Premios AVN  | Nominada  | Mejor escena de sexo chico/chica                       | A Killer on the Loose                       |
| 2021 | Premios AVN  | Nominada  | Mejor escena de sexo oral                              | A Killer on the Loose                       |
| 2021 | Premios XBIZ | Nominada  | Mejor actuación protagonista                           | A Killer on the Loose                       |
| 2021 | Premios XBIZ | Nominada  | Mejor escena de sexo en película lésbica               | Her Forbidden Fruit 2                       |
| 2021 | Premios XBIZ | Nominada  | Mejor escena de sexo en película protagonista          | A Killer on the Loose                       |
| 2022 | Premios AVN  | Nominada  | Artista femenina del año                               | —                                           |
| 2022 | Premios AVN  | Nominada  | Mejor actriz                                           | Blue Moon Rising                            |
| 2022 | Premios AVN  | Nominada  | Mejor escena de sexo chico/chica                       | Blue Moon Rising                            |
| 2022 | Premios XBIZ | Nominada  | Artista lésbica del año                                | —                                           |
| 2022 | Premios XBIZ | Nominada  | Mejor actuación protagonista                           | Blue Moon Rising                            |
| 2022 | Premios XBIZ | Nominada  | Mejor escena de sexo en película protagonista          | Blue Moon Rising                            |
| 2022 | Premios XBIZ | Nominada  | Mejor escena de sexo en película vignette              | Hot Wives 4                                 |
| 2023 | Premios AVN  | Nominada  | Aparición mainstream del año                           | —                                           |
| 2023 | Premios AVN  | Nominada  | Artista femenina del año                               | —                                           |
| 2023 | Premios AVN  | Nominada  | Mejor actriz                                           | Hysteria                                    |
| 2023 | Premios AVN  | Nominada  | Mejor actriz en mediometraje                           | Off the Record                              |
| 2023 | Premios AVN  | Nominada  | Mejor escena de sexo chico/chica                       | A Missa Xmas Pt. 2                          |
| 2023 | Premios AVN  | Nominada  | Mejor escena de trío H-M-H                             | Indulgence                                  |
| 2023 | Premios XBIZ | Ganadora  | Artista lésbica del año                                | —                                           |
| 2023 | Premios XBIZ | Nominada  | Mejor actuación protagonista                           | Hysteria                                    |
| 2023 | Premios XBIZ | Nominada  | Mejor escena de sexo en película lésbica               | Lesbian Hardcore 2                          |
| 2023 | Premios XBIZ | Nominada  | Mejor escena de sexo en película protagonista          | Maid to Kill                                |
| 2024 | Premios AVN  | Nominada  | Mejor actriz de reparto                                | Redemption                                  |
| 2024 | Premios AVN  | Nominada  | Mejor escena de sexo lésbico                           | Redemption                                  |
| 2024 | Premios XBIZ | Nominada  | Artista lésbica del año                                | —                                           |
| 2024 | Premios XBIZ | Nominada  | Mejor escena de sexo en película lésbica               | Lesbian Performers of the Year 2023         |
| 2025 | Premios XMA  | Ganadora  | Mejor escena de sexo en película de parejas o temática | American Stud                               |